# Vrouwenvoetbal in België
Naast het populaire Belgische mannenvoetbal, wordt ook op kleinere schaal vrouwenvoetbal gespeeld in België.

## Geschiedenis van de competities

### Voor de Tweede Wereldoorlog
Reeds voor de Tweede Wereldoorlog werd vrouwenvoetbal gespeeld in België: in 1921 werd de eerste club voor vrouwen opgericht, Brussels Femina Club, en anderen volgden. Dit vrouwenvoetbal stond echter los van de officiële Koninklijke Belgische Voetbalbond, die vrouwenvoetbalploegen verbood en mannenclubs die vrouwenploegen op hun terreinen lieten spelen zelfs sancties oplegde. Van 1924 tot 1934 werd een nationale competitie gehouden en bestond ook een nationale ploeg, maar de periode rond de Tweede Wereldoorlog bracht het vrouwenvoetbal in het slop.

### Herstart rond 1970
Op het eind van de jaren 1960 ontstonden opnieuw vrouwenvoetbalploegen en vanaf 1971 organiseerde de KBVB uiteindelijk wel officiële competities voor vrouwen. In 1971/72 en 1972/73 werden de kampioenschappen nog in reeksen gespeeld, waarna de winnaars in een eindronde streden voor de landstitel. In 1973 werd de Eerste Klasse ingevoerd, met daaronder de provinciale afdelingen. In 1977 werd ook voor het eerst een bekertoernooi ingericht, gevolgd door een Tweede Klasse in 1981, afzonderlijke jeugdcompetities voor meisjes van 10 tot 15 jaar in 1983, de Supercup gespeeld in 1984 en een nationale Derde Klasse in 2001. Sinds 2001 kan de landskampioen ook deelnemen aan de Europese UEFA Women's Cup. In 2003 werd gestart met competities voor juniores (14-19 jaar).

### BeNe League in de seizoenen 2012/13 t/m 2014/15
In 2012 ging de Women's BeNe League van start, een Belgisch-Nederlandse competitie. Boven de drie bestaande nationale niveaus werd een nieuwe hoogste reeks gecreëerd, de BeNe League Red, met 8 deelnemers. Dat waren Standard Fémina de Liège, RSC Anderlecht, WD Lierse SK, STVV, SV Zulte-Waregem, Club Brugge Dames, OH Leuven en Beerschot AD. De vier eersten van deze competitie plaatsen zich voor een tweede Belgische-Nederlandse competitiedeel, de BeNe League A, waarin met vier Nederlandse teams wordt gestreden voor de titel. De vier laatste van de BeNe League Red voltooien het seizoen in de BeNe League B. Los van eventuele winst van deze BeNe League A, mocht de hoogst eindigende Belgische ploeg zich wel landskampioen noemen. Om deel te mogen nemen aan deze BeNe League moesten de vrouwenploeg verbonden zijn aan een club uit de hoogste klassen van het mannenvoetbal. Voor de tweede editie van de Bene League verdween de nationale voorcompetitie en speelden de Belgische en Nederlandse clubs van bij de competitiestart in één reeks. De eerste twee seizoenen van de BeNe League werden door het Nederlandse FC Twente gewonnen; het Belgische Standard Luik won het derde seizoen en werd in alle drie de edities van de BeNe League Belgisch landskampioen. Na drie seizoenen werd de BeNe League echter weer opgedoekt.

### Super League vanaf het seizoen 2015/16
Er werd een nieuwe hoogste Belgische reeks in het damesvoetbal ingericht namelijk de Super League. De competitie bestond eerst uit acht teams met een licentie voor deze liga. Dat waren de vier stichters van de BeNe League (Standard, Anderlecht, Lierse en OHL) en AA Gent, Eva's Tienen, Ladies Genk en KSK Heist. Na een reguliere competitie speelden de vier hoogst geklasseerde ploegen in play off 1 verder en de vier laatste in play off 2. Vanaf het tweede seizoen werd ook deze competitie echter in één deel afgewerkt waarbij elke club vier keer tegen alle anderen uitkwam. Na het seizoen 2015/16 werden ook de derde afdelingen opgedoekt en werd de Tweede Klasse gesplitst in twee reeksen.

## Nationaal elftal
Het nationale elftal speelde in 1976 haar eerste wedstrijd en nam in 1984 voor het eerst deel aan de kwalificatie voor het Europees kampioenschap. Het elftal is er in 2017 in geslaagd zich te plaatsen voor de eindronde. Voor het wereldkampioenschap is dat nog niet gelukt.

## Competitiestructuur en afdelingen
Net als bij de mannen bestaat er een gelaagde competitiestructuur. De beste clubs spelen in de Super League. Daaronder bestaan er nog twee nationale afdelingen, waartussen het systeem van promotie en degradatie geldt. De Super League en de Eerste Klasse tellen slechts één reeks; de Tweede Klasse telt twee parallelle reeksen. Daaronder bestaan er provinciale reeksen, die afhankelijk van het aantal ingeschreven ploegen uit één tot vier niveaus kunnen bestaan. Naast dit volwassenenvoetbal bestaan ook provinciale jeugdreeksen. Tussen 8 en 12 jaar kan men aantreden bij de "meisjes", tussen 10 en 15 jaar bij de "kadetten". Op provinciaal en nationaal niveau kunnen ook competities voor juniores gehouden worden.

### Ploegen
Damesploegen vormen een onderdeel van een voetbalclub, die bij de KBVB is aangesloten onder een uniek stamnummer. Vaak vormen de damesploegen slechts een onderdeel van de voetbalclub, naast de diverse herenploeg, reserveploegen en jeugdploegen. Sommige clubs leggen zich echter ook enkel toe op damesvoetbal. Aangezien dit vaak dezelfde clubs zijn als waar ook mannenploegen zijn aangesloten, gelden in grote lijn dezelfde reglementen wat betreft fusies, schrappingen, enzovoort. Wanneer de herensectie van een club zijn activiteiten stopt, blijft de damessectie gewoon voortbestaan met dezelfde naam en hetzelfde stamnummer als voorheen. Soms fuseren clubs met enkel een damessectie met een grotere club met herenploegen. Deze nieuwe damessectie mag dan gewoon in de competitie en de beker aantreden waar de opgeslorpte damesploeg vroeger speelde. Naast fusies gebeurt soms ook een opsplitsing, waarbij een damesploeg (of soms een herenploeg) een autonome club wordt. Deze nieuwe club mag dan de plaats van de verdwenen damessectie van de originele club innemen in de competitie en de beker.

### Verhouding met mannenvoetbal
Zeker in het begin van het Belgische vrouwenvoetbal waren de meeste (top)ploegen er ofwel onafhankelijke clubs die zich enkel toelegden op vrouwenvoetbal, ofwel clubs met een mannenvoetbalploeg op een lager niveau die hetzelfde deden. De eerste bekende herenvoetbalclub die kampioen werd in het vrouwenvoetbal was Cercle Brugge in 1981. Sindsdien is de situatie wel fel veranderd, mede doordat ploegen in de Women's BeNe League zich aan een topclub in het mannenvoetbal moesten aanhechten. Toch komen de topniveaus op mannen- en vrouwenvoetbal nog niet overeen:
| Stamnr     | Clubnaam                             | Mannen                     | Vrouwen           | Opslorping                    |
| ---------- | ------------------------------------ | -------------------------- | ----------------- | ----------------------------- |
| 1          | Antwerp FC                           | Eerste klasse A (1)        | -                 | -                             |
| 3          | Club Brugge                          | Eerste klasse A (1)        | Tweede klasse (3) | 2011 (KSV Jabbeke)            |
| 7          | AA Gent                              | Eerste klasse A (1)        | Super League (1)  | 2013 (Melle Ladies)           |
| 16         | Standard Luik                        | Eerste klasse A (1)        | Super League (1)  | 2012 (Saint-Nicolas FC Liège) |
| 19         | KV Kortrijk                          | Eerste klasse A (1)        | -                 | -                             |
| 22         | Royale Sporting du Pays de Charleroi | Eerste klasse A (1)        | -                 | -                             |
| 25         | KV Mechelen                          | Eerste klasse A (1)        | Tweede klasse (3) | - (zelf opgericht)            |
| 31         | KV Oostende                          | Eerste klasse A (1)        | -                 | -                             |
| 35         | RSC Anderlecht                       | Eerste klasse A (1)        | Super League (1)  | 1993 (Brussel Dames 71)       |
| 216        | Royal Excel Moeskroen                | Eerste klasse A (1)        | -                 | -                             |
| 282        | KSC Lokeren OV                       | Eerste klasse A (1)        | -                 | -                             |
| 322 / 8238 | KRC Genk                             | Eerste klasse A (1)        | Super League (1)  | 2016 (DV Lanaken)             |
| 373        | Sint-Truidense VV                    | Eerste klasse A (1)        | -                 | -                             |
| 2948       | KSK Heist                            | Eerste klasse amateurs (3) | Super League (1)  | 2008 (Astrio Begijnendijk)    |
| 4068       | KVRS Waasland - SK Beveren           | Eerste klasse A (1)        | -                 | -                             |
| 4276       | KAS Eupen                            | Eerste klasse A (1)        | -                 | -                             |
| 5381       | SV Zulte Waregem                     | Eerste klasse A (1)        | Eerste klasse (2) | 1976 (SK Zulte)               |
| 6142       | Oud-Heverlee Leuven                  | Eerste klasse B (2)        | Super League (1)  | - (zelf opgericht)            |

### Landskampioenen
In de jaren 20 en 30 was het nieuw ontstane vrouwenvoetbal verboden bij de Belgische Voetbalbond. Bij het van de voetbalbond onafhankelijke Fédération Sportive Féminine belge werd echter wel damesvoetbal gespeeld op een nationaal niveau. Deze clubs zouden echter alle verdwijnen, en het damesvoetbal verdween weer na de Tweede Wereldoorlog.
Sinds de jaren zeventig wordt officieel damesvoetbal gespeeld bij de KBVB. Tot en met 2012 was de winnaar van de Eerste Klasse landskampioen. In de seizoenen 2012/13-2014/15 was de hoogste geklasseerde Belgische club uit de Women's BeNe League landskampioen van België.

#### Titels per club
Het volgend overzicht toont het aantal landstitels per club tot en met seizoen 2020/21.
| Club                | Titels | Opmerking                                                               |
| ------------------- | ------ | ----------------------------------------------------------------------- |
| Standard de Liège   | 20     | inclusief Saint-Nicolas FC Liège (1x) en Standard Fémina de Liège (14x) |
| RSC Anderlecht      | 8      | inclusief Brussel Dames 71 (1x)                                         |
| KSC Eendracht Aalst | 5      | sinds 2017 Eendracht Aalst Ladies                                       |
| Sint-Truidense VV   | 5      | inclusief Rapide Wezemaal (4x)                                          |
| Herk Sport          | 3      | werd later autonoom als VV Halen-Zelem                                  |
| RW Dames Herentals  | 3      | inclusief Sefa Dames Herentals (1x)                                     |
| Astrio Begijnendijk | 3      | 2x kampioen na een eindronde                                            |
| KSV Cercle Brugge   | 1      | sinds 1998 autonoom als Cerkelladies Brugge                             |
| SK Lebeke-Aalst     | 1      |                                                                         |
| KVK Tienen          | 1      |                                                                         |